# Kayaw
Le kayaw (ou brek, bre, karen brek) est une langue tibéto-birmane parlée dans l'est de la Birmanie dans l'État de Kayah.

## Répartition géographique
Le kayaw est parlé en Birmanie dans la commune de Phruso situé dans l'État de Kayah.

## Classification interne
Le kayaw fait partie du groupe des langues karen, qui sont un des groupes constituant les langues tibéto-birmanes.

## Écriture
| Majuscules | A | Ǎ | Ā | B | C | D | E | Ě | Ē | È | È̌ | È̄ | G | H | I | Î | Î̌ | Î̄ | J | K | L | M | N | O | Ǒ | Ō | Ò | Ò̌ | Ò̄ | Ô | Ô̄ | P | R | S | T | U | Ǔ | Ū | Û | Û̌ | Û̄ | W | Y |
| Minuscules | a | ǎ | ā | b | c | d | e | ě | ē | è | è̌ | è̄ | g | h | i | î | î̌ | î̄ | j | k | l | m | n | o | ǒ | ō | ò | ò̌ | ò̄ | ô | ô̄ | p | r | s | t | u | ǔ | ū | û | û̌ | û̄ | w | y |

## Phonologie
Les tableaux montrent l'inventaire des phonèmes consonantiques et vocaliques du kayaw.

### Voyelles
|            | Antérieure | Postérieure non arrondie | Postérieure arrondie |
| ---------- | ---------- | ------------------------ | -------------------- |
| Fermée     | [i]        | [ɯ]                      | [u]                  |
| Mi-fermée  | [e]        | [ɤ]                      | [o]                  |
| Mi-ouverte | [ɛ]        |                          | [ɔ]                  |
| Ouverte    | [a]        |                          |                      |

### Consonnes
|              |              | Labiales | Interdent. | Alvéolaires | Alvéolaires | Vélaires | Glottales |
| ------------ | ------------ | -------- | ---------- | ----------- | ----------- | -------- | --------- |
| Centrales    | Palatales    | Labiales | Interdent. |             |             | Vélaires | Glottales |
| Occlusives   | Sourdes      | [p]      |            | [t]         |             | [k]      | [ʔ]       |
| Occlusives   | Aspirées     | [pʰ]     |            | [tʰ]        |             | [kʰ]     |           |
| Occlusives   | Sonores      | [b]      |            | [d]         |             | [g]      |           |
| Fricatives   | Sourdes      |          | [θ]        |             | [ ʃ ]       |          | [h]       |
| Fricatives   | Aspirées     |          |            | [sʰ]        |             |          |           |
| Fricatives   | Sonores      |          |            |             | [ʝ]         |          |           |
| Affriquées   | Affriquées   |          |            |             | [ d͡ʒ]       |          |           |
| Nasales      | Nasales      | [m]      |            | [n]         |             |          |           |
| liquide      | liquide      |          |            | [l]         |             |          |           |
| Roulées      | Roulées      |          |            | [r]         |             |          |           |
| Semi-voyelle | Semi-voyelle | [w]      |            |             | [ j]        |          |           |

### Tons
Le kayaw est une langue tonale qui possède quatre tons, haut [˥], haut-moyen [˦], moyen [˧] et bas [˩].

## Source
- (en) Myar Doo Myar Reh, A Phonological Comparison of Selected Karenic Language Varieties of Kayah State, Payap University, 2004, 360 p. (OCLC 56777754, lire en ligne).
- (en + kvl + my) Kayaw Ethnic Literature and Cultural Central Committee et SIL International, Kayaw – English – Myanmar Dictionary, Kayaw Ethnic Literature and Cultural Central Committee, 2017 (lire en ligne)